# 1940 dans les parcs de loisirs
| Années des parcs de loisirs : 1937 - 1938 - 1939 - 1940 - 1941 - 1942 - 1943    |
| Décennies des parcs de loisirs : 1910 - 1920 - 1930 - 1940 - 1950 - 1960 - 1970 |

## Parcs d'attractions

### Ouverture
- Knott's Berry Farm ( États-Unis)
- Portugal dos Pequenitos ( Portugal)

### Fermeture
- Flushing Meadows-Corona Park et l'Exposition universelle de New York 1939-1940 ( États-Unis)
- Krug Park (en) ( États-Unis)

## Attractions

### Montagnes russes
| Nom       | Type/Modèle | Constructeur     | Parc                         | Pays       |
| --------- | ----------- | ---------------- | ---------------------------- | ---------- |
| Cyclone   | Bois        | Edward A. Vettel | Lakeside Amusement Park (en) | États-Unis |
| Rodelbahn | Bois        |                  | Prater de Vienne             | Autriche   |

### Autres attractions
| Nom        | Type/Modèle                                  | Constructeur | Parc                | Pays       |
| ---------- | -------------------------------------------- | ------------ | ------------------- | ---------- |
| Ghost Town | Décors de ville fantôme de l'Ouest américain | Walter Knott | Knott's Berry Place | États-Unis |